# Vitiligen
El vitiligen és una malaltia degenerativa de la pell en la qual els melanòcits (les cèl·lules responsables de la pigmentació de la pell) moren, deixant així de produir melanina (substància causant de la pigmentació de la pell) a la zona on hi ha hagut la mort cel·lular. Es manifesta per les taques blanques que resulten de l'absència del pigment a la pell; solen ésser lesions circulars amb vores definides i amb una extensió variable; encara que solen observar-se més freqüentment en les extremitats (mans i peus), zones d'extensió i flexió (genolls i colzes), i en alguns casos a la cara o als genitals. Les causes d'aparició d'aquesta malaltia encara no han estat trobades amb certesa, la glàndula pituïtària essent el lloc on es congria la informació sobre la pell, i els mecanismes pels quals es desencadena aquesta alteració encara es troben en procés d'estudi. El vitiligen no és contagiós, ni pel tacte o el contacte de cap naturalesa; els processos que es produeixen per al seu inici són inherents a cada persona i, per tant, no hi ha cap perill de contagi.

## Tractament
Hi ha una sèrie de tractaments simptomàtics per al vitiligen. Les opcions de tractament generalment es divideixen en diverses categories: fàrmacs (tant tòpics com orals) i la teràpia amb llum (fototeràpia) natural o artificial. A causa dels possibles riscos més alts de càncer de pell, el NHS suggereix que la fototeràpia només s'utilitzi quan els tractaments primaris siguin ineficaços: